# Cerkveni dokumenti - nova serija
Cerkveni dokumenti - nova serija je nadaljevanje predhodne knjižne zbirke Cerkveni dokumenti, ki jo izdaja založba Družina z namenom širiti sodobne dokumente Rimskokatoliške cerkve.

## Seznam
| #   | Avtor                                 | Naslov | Leto |
| --- | ------------------------------------- | --- | ---- |
| 1.  | Kongregacija za nauk vere             | Doktrinalno navodilo o nekaterih vprašanjih, ki zadevajo udejstvovanje in vedenje katoličanov v političnem življenju                           | 2003 |
| 2.  | Kongregacija za nauk vere             | Premislek o predlogih za pravno priznanje zvez med istospolnimi osebami                                                                        | 2003 |
| 3.  | Janez Pavel II.                       | Vedno aktualna naloga: Vzgajati za mir: Poslanica za svetovni dan miru 1. januarja 2004                                                        | 2003 |
| 4.  | Janez Pavel II.                       | Pismo duhovnikom za veliki četrtek 2004 | 2004 |
| 5.  | Janez Pavel II.                       | Ostani z nami, Gospod: Apostolsko pismo: Ob evharističnem letu: Oktober 2004 - oktober 2005                                                    | 2004 |
| 6.  | Janez Pavel II.                       | Poslanica za svetovni dan miru: 1. januarja 2005                                                                                               | 2004 |
| 7.  | Janez Pavel II.                       | Pismo duhovnikom za veliki četrtek 2005 | 2005 |
| 8.  | Janez Pavel II.                       | Hiter razvoj (apostolsko pismo) | 2005 |
| 9.  | Benedikt XVI.                         | Temelj miru je resnica: Poslanica za svetovni dan miru 1. januarja 2006                                                                        | 2005 |
| 10. | Kongregacija za katoliško vzgojo      | Navodilo o merilih za presojanje duhovnega poklica oseb s homoseksualnimi nagnjenji ter njihovega sprejema v semenišče in prejema svetih redov | 2006 |
| 11. | Benedikt XVI.                         | Človeška oseba - srce miru: Poslanica za svetovni dan miru 1. januar 2007                                                                      | 2006 |
| 12. | Benedikt XVI.                         | Človeška družina, skupnost miru: Poslanica za svetovni dan miru 1. januar 2008                                                                 | 2007 |
| 13. | Benedikt XVI.                         | Z odpravljanjem revščine gradimo mir: Poslanica za svetovni dan miru 1. januar 2009                                                            | 2008 |
| 14. | Benedikt XVI.                         | Če želiš gojiti mir, varuj stvarstvo: Poslanica za svetovni dan miru 1. januar 2010                                                            | 2009 |
| 15. | Benedikt XVI.                         | Pastirsko pismo irskim katoličanom | 2010 |
| 16. | Benedikt XVI.                         | Ob sklepu duhovniškega leta | 2010 |
| 17. | Benedikt XVI.                         | Verska svoboda - pot do miru: Poslanica ob svetovnem dnevu miru 1. januarja 2011                                                               | 2010 |
| 18. | Benedikt XVI.                         | Vzgoja mladih za pravičnost in mir: Poslanica ob svetovnem dnevu miru 1. januarja 2012                                                         | 2011 |
| 19. |                                       | Poslanica božjemu ljudstvu: 13. redno splošno zasedanje škofovske sinode                                                                       | 2012 |
| 20. | Benedikt XVI.                         | Blagor tistim, ki delajo za mir: Poslanica ob svetovnem dnevu miru 2013                                                                        | 2012 |
| 21. | Frančišek                             | Bratstvo, temelj in pot do miru: Poslanica ob svetovnem dnevu miru, 1. januarja 2014                                                           | 2013 |
| 22. | Frančišek                             | Ne več sužnji, ampak bratje: Poslanica ob svetovnem dnevu miru, 1. januarja 2015                                                               | 2014 |
| 23. | Frančišek                             | Obličje usmiljenja: Bula o napovedi izrednega svetega leta                                                                                     | 2015 |
| 24. | Frančišek                             | Premagaj brezbrižnost in osvoji mir: Poslanica za svetovni dan miru 1. januarja 2016                                                           | 2015 |
| 25. | Frančišek                             | Skupna izjava papeža Frančiška in Kirila, patriarha Moskve in vse Rusije                                                                       | 2016 |
| 26. | Frančišek                             | Usmiljenje in usmiljenja potrebna (apostolsko pismo)                                                                                           | 2016 |
| 27. | Frančišek                             | Nenasilje: Stil politike za mir: Poslanica za svetovni dan miru 1. januarja 2017                                                               | 2016 |
| 28. | Frančišek                             | Migranti in begunci: Ljudje, ki iščejo mir: Poslanica za svetovni dan miru 1. januarja 2018                                                    | 2017 |
| 29. | Frančišek                             | Dobra politika je v službi miru: Poslanica za 52. svetovni dan miru 2019                                                                       | 2018 |
| 30. | Frančišek                             | Sklepni govor na srečanju za zaščito mladoletnih v Cerkvi                                                                                      | 2019 |
| 31. | Frančišek                             | Pismo bratom duhovnikom ob 160. obletnici smrti svetega arškega župnika                                                                        | 2019 |
| 32. | Frančišek                             | Čudovito znamenje (apostolsko pismo) | 2019 |
| 33. | Frančišek                             | Mir kot pot upanja: Poslanica za 53. svetovni dan miru 1. januarja 2020                                                                        | 2019 |
| 34. | Frančišek, Al-Azharja Ahmad Al-Tayyeb | Dokument o človeškem bratstvu | 2020 |
| 35. | Frančišek                             | Odprl jim je um (apostolsko pismo) | 2020 |
| 36. | Frančišek                             | Poslanica za 54. svetovni dan miru 2021: Kultura skrbi kot pot miru                                                                            | 2020 |
| 37. | Frančišek                             | Poslanica starim staršem in starejšim: Jaz sem s teboj vse dni                                                                                 | 2021 |
| 38. | Frančišek                             | Poslanica za 55. svetovni dan miru 2022: Dialog med generacijami, izobrazba in delo                                                            | 2022 |
| 39. | Frančišek                             | Poslanica za 56. svetovni dan miru 2023: Nihče se ne more rešiti sam                                                                           | 2022 |